# Hilversum III (lied)
Hilversum III is een nummer van Herman van Veen, afkomstig van het album Signalen.

## Achtergrond
Het is een cover van het lied Lang scho nimma g’sehn, geschreven door Hans-Jürgen Buchner en zijn vrouw Ulrike Böglmüller, in het Beiers. Het was in 1984 een kleine hit voor Haindling, de band van Buchner. Het stond twaalf weken in de Duitse hitparade genoteerd met als hoogste plaats 33. Haindlings versie werd geen hit in Nederland. Willem Wilmink schreef er een Nederlandse tekst bij over het feit dat de mensen vroeger nog zelf zongen, ook op straat want Hilversum 3 bestond nog niet. Het werd Van Veens eerste top 10-hit sinds Suzanne uit 1969.
De B-kant was Parijse tango, een lied geschreven door Van Veen en Willem Wilmink. Het hoesontwerp kwam van de Belgische striptekenaar François Schuiten. 
Voor Toppop schoot cameraman Onno Gols onder regie van Chris Berger een clip in Parijs waar Herman van Veen op dat moment optrad.
In 2005 verscheen een versie van de Nederlandstalige numetal-band VanKatoen op de cd 'We hebben maar een paar minuten tijd', een door 3VOOR12/Utrecht georganiseerd eerbetoon van zestien Utrechtse acts aan Herman van Veen.

## Hitnotering
Het plaatje verkocht ook redelijk goed in België.

### Nederlandse Top 40
| Positie: | 39 | 26 | 16 | 12 | 8 | 5 | 7 | 11 | 21 | uit |

### NederlandseNationale Hitparade Top 50
| Positie: | 23 | 9 | 7 | 7 | 6 | 7 | 7 | 17 | 24 | 41 | 42 | uit |

### BelgischeBRT Top 30
| Positie: | 27 | 29 | 25 | 16 | uit |

### VlaamseUltratop 50
| Positie: | 37 | 31 | 29 | 23 | 16 | 13 | 19 | uit |

### NPO Radio 2 Top 2000
| Nummer met noteringen in de NPO Radio 2 Top 2000 | '99 | '00 | '01 | '02 | '03  | '04 | '05 | '06 | '07 | '08 | '09 | '10 | '11 | '12  | '13  | '14  | '15  | '16 | '17  | '18  | '19  | '20  | '21  | '22  | '23  | '24  |
| ------------------------------------------------ | --- | --- | --- | --- | ---- | --- | --- | --- | --- | --- | --- | --- | --- | ---- | ---- | ---- | ---- | --- | ---- | ---- | ---- | ---- | ---- | ---- | ---- | ---- |
| Hilversum III                                    | 639 | -   | 621 | 901 | 1071 | 626 | 806 | 808 | 741 | 761 | 838 | 969 | 881 | 1123 | 1007 | 1125 | 1004 | 948 | 1162 | 1201 | 1235 | 1184 | 1237 | 1225 | 1212 | 1330 |

1. ↑  Een '-' betekent dat het nummer niet was genoteerd en een vetgedrukt getal geeft de hoogste notering aan.